# Laelia haematica
Laelia haematica är en fjärilsart som beskrevs av George Francis Hampson 1905. Laelia haematica ingår i släktet Laelia och familjen tofsspinnare. Inga underarter finns listade i Catalogue of Life.